# Nāḩiyat ash Shināfīyah
Nāḩiyat ash Shināfīyah (arabiska: ناحية الشنافية) är en ort i Irak.   Den ligger i distriktet Hamza District och provinsen Al-Qadisiyya, i den centrala delen av landet, 200 km söder om huvudstaden Bagdad. Nāḩiyat ash Shināfīyah ligger 21 meter över havet och antalet invånare är 22 643.
Terrängen runt Nāḩiyat ash Shināfīyah är mycket platt. Runt Nāḩiyat ash Shināfīyah är det ganska tätbefolkat, med 96 invånare per kvadratkilometer. Närmaste större samhälle är Nahiyat Ghammas, 17,9 km norr om Nāḩiyat ash Shināfīyah. Trakten runt Nāḩiyat ash Shināfīyah är ofruktbar med lite eller ingen växtlighet.